# 阿基坦人

阿基坦人分布示意图

阿基坦人（拉丁語：aquitani）是历史上的一个部族，定居于西比利牛斯山、加龍河左岸和大西洋之间，位于今法国西南部。在高盧戰爭中击败他们的尤利烏斯·凱撒将其描述为高卢中独特的一部分，与比利時高盧和凯尔特高卢区分开来。在罗马化过程中，阿基坦人逐渐接受了拉丁语（通俗拉丁语）和罗马文明。他们的原语言，即阿基坦语，是巴斯克語的前身，也是今加斯科涅使用的加斯科涅语（属于罗曼语族）的底层。